# Ternand
Ternand este o comună în departamentul Rhône din sud-estul Franței. În 2009 avea o populație de 722 de locuitori.

## Evoluția populației
| An        | 1975 | 1982 | 1990 | 1999 | 2006 | 2009 |
| --------- | ---- | ---- | ---- | ---- | ---- | ---- |
| Populație | 411  | 443  | 588  | 625  | 729  | 722  |